# Милан Злоковић
Милан Злоковић (Трст, 6. април 1898 — Београд, 29. мај 1965) био је српски архитекта, научник, универзитетски професор и ликовни уметник. Злоковић је један од водећих представника модерног покрета у региону и Србији.
Пројектовао је око 170 објеката а бавио се и сликарством. Сматра се једним од најзначајнијих архитекти Југославије, на чији је архитектонски идентитет значајно утицао кроз теоријске радове, професуру и реализоване објекте. Његов легат се налази у Музеју града Београда а део личне библиотека у Удружењу за културу, уметност и међународну сарадњу „Адлигат”.

## Биографија
Милан Злоковић потиче из српске породице која је пореклом из Боке Которске, приградског насеља Бијела. Отац Ђуро је био поморски капетан и командант брода у трговачкој флоти Тршћанског Lloyd-a. Са петнаест година путује са очевим колегом и пријатељом на пароброду до Сједињених Америчких Држава и посећује Њујорк. Пошто је у Трсту завршио немачку основну школу и Realschule (средња школа у којој су наука и модерни језици наглашени у курикулуму), Милан Злоковић је 1915. године отпочео студије инжењерства на Вишој техничкој школи у Грацу (Аустрија). У мају наредне године је прекинуо студије пошто је био мобилисан у аустроугарску војску када и завршава школу резервних официра са чином поручника. Миланов отац Ђуро био је лојалан Аустрији, сматрајући да је она гарант права српске заједнице у двојној монархији. Током Првог светског рата Злоковићева сестра и мајка одлазе да живе у Грац, где ће остати и по потписивању примирја. Након демобилизације одбио је да прихвати италијанско држављанство.
У Краљевину Срба, Хрвата и Словенаца стиже 1919. године и наставља студије архитектуре у Београду. Дипломирао је на Одсеку за архитектуру Техничког факултета Универзитета у Београду 1921. године. Након дипломирања 1922-23. године одлази у Париз као носилац стипендије француске владе касније као стипендиста Министарства просвете (образовања) КСХС. Тамо је студирао у École Nationale Supérieure des Beaux-Arts и редовно похађао курсеве цртања на Académie de la Grande Chaumière.  У Октобру 1922. путује по Италији са циљем упознавање тамошњег архитектонског наслеђа. Злоковић се 1923. године вратио у Београд где почиње да ради као асистент на Одсеку за архитектуру на Техничком факултету (касније Архитектонски факултет, Универзитет у Београду). Његова академска каријера непрекинуто је трајала све до смрти. У периоду од 1952-54. године је био декан Архитектонског факултета.
Поред академске каријере, активно се бавио праксом у сопственом архитектонском студију до 1941. године, а учествовао је и на архитектонским конкурсима на којима је освојио око 20 награда и 16 откупа. У својој приватној пракси Злоковић је реализовао око 40 објеката – од приватних кућа и вила до јавних зграда. Заједно са архитектама Браниславом Којићем, Душаном Бабићем и Јаном Дубовијем оснива 1928. године Групу архитеката модерног правца у Београду која је значајно допринела успостављању дискурса модерне архитектуре у Србији. За време окупације факултети у Београду нису радили, те се посветио научном раду а повремено и педагошком када су га студенти посећивали. У послератном периоду, његова приватна пракса престаје са радом услед нових социо-политичких околности, иако он наставља да учествује на архитектонским конкурсима и у периоду 1960-65. године, са својим сином Ђорђем и кћерком Милицом, такође архитектима, реализује два изузетно значајна пројекта са применом модуларне координације. У овом периоду он се усредсређује на теоријске радове из области пропорција и модуларне координације у архитектури, и објављује више научних радова на ову тему, држи предавања и учествује на стручним и научним скуповима.
Добитник је Седмојулске награде Републике Србије за животно дело 1963. године.
Поред српског говорио је италијански, немачки и енглески језик.
У Удружењу за културу, уметност и међународну сарадњу „Адлигат” налазе се документа и књиге из личне библиотеке Милана Злоковића, који неће ући у легат Милана Злоковића који је формиран у Музеју Града Београда. Збирка се односи на документа која нису из архитектонске струке и садржи значајан број предратних публикација из области права. Збирка је реализована донацијом Надежде Мосусове, која је била удата за Милановог сина, академика, архитекту и грађевинског инжињера Ђорђа Злоковића.
Фондација Милан Злоковић је основана 2016. године „са мисијом да омогући пуно расветљавање и афирмацију дела и личности архитекте Милана Злоковића, као пројектанта, уметника, научника и педагога”.

## Архитектура
Током четири деценије Злоковићевог активног пројектантског деловања настало је сто седамдесет пројеката за објекте различитих намена (стамбена, административно-пословна, здравствена, туристичка, образовна, спортска, саобраћајна, изложбена, сакрална, меморијална), укључујућу неколико пројеката реконструкција и доградњи постојећих објеката, као и девет урбанистичких планова за ужа или шира градска подручја. Значајан допринос српској модерној архитектури је дао својим пројектима за здравствене, туристичке и стамбене објекте, испитујући њихове типолошке карактеристике и пројектантске могућности. Неколико породичних вила, болница и других објеката које су Злоковићево дело уживају статус споменика културе под заштитом државе.

### Списак најзначајнијих пројеката и реализација
Избор најзначајнијих Злоковићевих пројеката из свих фаза његовог стваралаштва обухвата реализације, конкурсне радове, идејна решења и типске пројекте:
- Типови мањих железничких станица, 1926. године, типски пројекат
- Пантеон, 1926. године, државни испит
- Кућа Јосифа Шојата, 1926–1927. године, Београд (Краља Милутина 33), Србија, реализација
- Костурница на Зејтинлику, 1926. године, Солун (гробље Зејтилник), Грчка, конкурсни рад
- Светосавски храм, 1926–1927. године, Београд, Србија, конкурсни рад са А. Папковим
- Кућа Милана Злоковића, 1927–1928. године, Београд (Интернационалних бригада 76), Србија, реализација (споменик културе[11])
- Дом инвалида на Малом Калемегдану, 1928. године, Београд, Србија, конкурсни рад
- Поморски музеј у Сплиту, 1928. године, Сплит, Хрватска, конкурсни рад
- Кућа Невене Заборски, 1928–1930. године, Београд (Далматинска 79), Србија, реализација (споменик културе)
- Државна хипотекарна банка у Сарајеву, 1928–1931. године, Сарајево, Босна и Херцеговина, реализација (национални споменик Босне и Херцеговине)
- Теразијска тераса / Београдски сајам, 1929–1930. године, Београд, Србија, конкурсни рад
- Вила Бруна Мозера, 1929–1931. године, Београд – Земун (Мозерова 7), Србија, реализација (претходна заштита)
- Зграда Петра Петковића, представништво фирме Опел, 1930–1931.	године, Београд (Краљице Наталије 64), Србија, реализација
- Палата Привилеговане аграрне банке, 1930–1931. године, Београд, Србија, конкурсни рад
- Железничка станица у Скопљу, 1931. године, Скопље, Северна Македонија, конкурсни рад
- Хотел Жича, 1931–1932. године, Матарушка Бања, Србија, реализација
- Вила Прендић, 1932–1933, Београд (Османа Ђикића 20), Србија, реализација (споменик културе)
- Вила Штерић, 1933. године, Београд (Генерала Штрума 4), Србија, реализација (споменик културе)
- Привредни дом (Дом трговачко-индустријске коморе), 1933–1935. године, Скопље, Северна Македонија	, реализација
- Универзитетска дечија клиника, 1933, 1936-1940. године, Београд (Тиршова 11), Србија, реализација (споменик културе)
- Вила „Ривијера“ (зграда Андрије Франовића), 1934. године, Херцег Нови, Црна Гора, реализација
- Државна штампарија, 1933. године, Београд, Србија, конкурсни рад
- Државна маркарница, 1936. године, Београд, Србија, конкурсни рад
- Југословенски павиљон у Паризу, 1937. године, Париз, Француска, конкурсни рад
- Београдско сајмиште, 1937. године, Београд, Србија, конкурсни рад
- Основна школа, 1937–1940. године, Јагодина, Србија, реализација
- Костурница на острву Видо, 1938. године, Видо, Грчка, конкурсни рад
- Зграда за ренту Хипотекарне банке Трговачког фонда, палата „Албанија“ (Х.Б.Т), 1938. године, Београд, Србија, конкурсни рад
- Дом народног здравља, 1938–1941. године, Рисан, Црна Гора, реализација
- Зграда ФИАТ-а, 1939–1940. године, Београд (Рудничка 1), Србија, реализација (споменик културе)
- Радничко насеље кварнерских бродоградилишта, 1947–1948. године, Ријека, Хрватска, конкурсни рад
- Гинеколошко-акушерска клиника Медицинског факултета, 1949. године, Београд, Србија, конкурсни рад - награда
- Станови чиновника инд. Предузећа, око 1950. године, Београд, Србија, конкурсни рад
- Монтажне стамбене зграде на Новом Београду, око 1955. године, Београд, Србија, типски пројекат
- Туристичко насеље - хотел „Медитеран“ (са Ђорђем Злоковићем и Милицом (рођ. Злоковић) Мојовић), 1961–1964. године, Улцињ, Црна Гора, реализација
- Школски комплекс – Учитељска и Виша педагошка школа (са Ђорђем Злоковићем и Милицом (рођ. Злоковић) Мојовић), 1960–1962. године, Призрен, Србија, реализација

### Значајни пројекти

#### Зграда Јосифа Шојата, Београд
Међу више стамбених објеката пројектованих за београдског инвеститора и сопственика Јосифа Шојата издваја се вишестамбена интерполирана зграда (стамбена зграда са најамним становима) у улици Краља Милутина 33, којом је Злоковић унео дух медитеранске профане архитектуре у Врачарски градски агломерат, начинивши неколико обликовних гестова нетипичних за дотадашњу београдску архитектуру. У архитектури фасаде су заступљени декоративни елементи који стилски припадају романици, раној италијанској и венецијанској ренесанси. Ликовност фасаде употпуњују рељефи и фасадна скулптура вајара Живојина Лукића и алегоријска фреско композиција сликара Младена Јосића у горњој зони фасаде која прераста у завршни фриз и наглашени завршни венац. Стварана у интеракцији три уметничке дисциплине – архитектуре, скулптуре и сликарства – кућа Јосифа Шојата представља јединствен пример београдске стамбене архитектуре прве половине 20. века. Еклектички обликована и инвентивно компонована фасада, уз осавремењену структурализацију корпуса, упућује на Злоковићеву прелазну фазу, од историцизма према модернизму.

#### Кућа Милана Злоковића, Београд
Сопствена породична кућа архитекте Милана Злоковића – Вила Каја – изграђена 1927. године у врачарском насељу Неимар означила је продор модерне архитектуре у београдску средину. Карактеристика локације – угао две различито нивелисане улице – условила је основну структуралну концепцију објекта засновану на тродимензионалном решавању унутрашњости волумена у односу на нивелацију терена, док се у спољашњем обликовању може препознати инверзан принцип Раумплана, према коме је контекстуалност условила волуметријску и геометријску поставку. У три нивоа су распоређена четири стана – главни и највећи стан архитекте Злоковића, у нивоу приземља из улице Интернационалних бригада (пре Престолонаследникова улица, одн. ул. Краљевића Томислава) – средишњем нивоу куће, и два мања стана за издавање на првом спрату и један у приземљу из улице Јанка Веселиновића (пре Нова улица). Позиција куће је додатно наглашена степеновањем маса према углу улица, уместо уобичајеним акцентовањем угла, тако да се целина сагледава ерозијом волумена и њиховом градацијом.

#### Кућа Невене Заборски, Београд
Кућа Невене Заборски пројектована је као једноспратна породична кућа са једним станом – дневним боравком у приземљу и спаваћим собама на спрату. У спољњем обликовању је улична фасада симетрична и третирана као глатко зидно платно. Сликарски третман фасаде наглашен је широким оквиром. Декоративни елементи сведени су на два плитка јонска пиластра који успостављају ритам прозорских отвора и истичу вертикалност читаве композиције и на орнаментални рељеф постављен на самом врху у осовини куће. Декоративни третман фасаде указује на утицаје Ар Декоа. Злоковићево решење унутрашњег простора се заснива на анализи потребних висина појединачних просторија које се третирају као тродимензионалне функционалне јединице. Такав поступак изведен је на основу метода Раумплана, где је у затвореној геометријској форми функционалност постигнута кроз манипулацију волумена различитих унутрашњих висина и тродимензионалним пројектовањем „просторног плана“ куће. Кућа Невене Заборски указује на отварање београдске градитељске сцене модерним идејама и означава рану фазу развоја Злоковићевог и београдског модернизма.

#### Државна хипотекарна банка у Сарајеву
Значајно остварење Милана Злоковића у Босни и Херцеговини које се везује за завршетак прве фазе његовог стваралаштва јесте зграда Државне хипотекарне банке у Сарајеву награђена другом наградом првог ранга. Глатка површина фасадних зидова је преузета и на касније измењеном решењу на коме више нема лучних елемената, док је нешто другачија пропорцијска и димензиона основа волумена била подеснија постојећој урбанистичкој ситуацији. Камена облога и низ од пет високих пиластара са стилизованим јонским капителима су дали згради банке наглашенији монументални израз. У архитектури ове банкарске палате, која одише одмереношћу и строгошћу, Злоковић је сублимирао познавање класичне архитектуре зналачки преточене у модернизовани академски језик употпуњен уметничким радовима скулптурално-рељефних композиција.

#### Хотел Жича, Матарушка Бања
Хотел Жича, сопственика Хована Дезидера, први је модерни хотел у Србији, у чијој је архитектури обједињена западна модернистичка пракса у пројектовању ове типологије и Злоковићев јединствен проседе, тада још у фази развоја, усмерен истраживању пропорцијских односа, који су овим пројектом иницијално примењени кроз одређивање оптималних површина главних садржаја и компоновање основних волумена. Злоковић је српску модерну архитектуру реализацијом хотела у Матарушкој Бањи увео у нову деценију током које ће модерна архитектура постати главно опредељења групе истакнутих српских архитеката. Скицу хотела Жича Злоковић је представио на Првој изложби савремене Југословенске архитектуре организованој у Београду 1931. године. У коментару изложбе архитекта Ђурђе Бошковић је за предлог хотела рекао да „својом једноставношћу, мирним површинама, хармонијом пропорција и ритмом отвора, представља прави образац коме тежи савремена архитектура“.

#### Вила Прендић, Београд
У низу модерних породичних кућа – вила грађених у Београду током тридесетих година 20. века, код којих су утицаји модерног покрета били углавном формалистички примењени, издваја се Злоковићева Вила Прендић, сопственика адвоката Јована Прендића, у чијој архитектури су принципи модернизма знатно доследније и целовитије третирани. Према морфолошким карактеристикама Вила Прендић је слободно стојећа породична кућа постављена на уличну регулацију, тако да се у кућу улази с улице без приступног дела парцеле, али је остатак парцеле у позадини куће предвиђен за башту. Поред стамбеног дела у кући се налазила и ординација адвокатове супруге, др Драгојле Прендић, функционално и просторно одвојене од стамбене намене – с посебним улазом и на другом нивоу, односно у нивоу улице (ординација с чекаоницом је на нижем нивоу од стамбеног дела), што представља вид концепта Раумплана примењеног на Злоковићев својствен начин. Ова диференцијација две функције куће је испољена и у спољашњој структури, па је лекарска ординација смештена у посебном приземном волумену, у односу на стамбени простор развијен у основном једноспратном кубусу и који је преко улазног хола повезан с ординацијом. Једноставна и компактна организација стана, груписана око степенишне вертикале, указује на квалитет стамбеног простора и његову функционалност усмерену савременом животу.

#### Универзитетска дечја клиникау Београду
Основана 1924. године, одмах по формирању Медицинског факултета у Београду, Универзитетска дечја клиника је представљала самосталну здравствену установу за коју је између 1936. и 1940. године подигнута нова наменска зграда према пројекту Милана Злоковића. После смештаја у сопствени простор искључиво пројектован за здравствену намену и уградњом потребне медицинске опреме дечија клиника је могла у потпуности да развије своју основну функцију. Јединственим обликовним поступком зграда Универзитетске дечије клинике се у новијој српској архитектури истиче доследном применом архитектонског модернизма. Интегралним третманом унутрашњег простора и спољашње опне Злоковић је усавршио већ примењиван принцип тродимензионалног моделовања простора, с тим да је у овом случају обухваћена и спољашња структура настала одузимањем и додавањем из основног волумена. У то време су модерну архитектуру већ увелико пратиле одлике осунчаних и проветрених простора хигијенски прилагођених кориснику, нарочито код објеката као што су биле болнице и санаторијуми, па и Злоковић болничким собама додељује терасе оријентисане према југоистоку.

#### Основна школа у Јагодини
Пројектом основне школе у Јагодини Злоковић се етаблирао као водећи модерниста у српској међуратној архитектури, чија дела представљају рафиниране домете јединственог проседеа, у коме се манифестује кохерентан и рационалан однос према архитектури у свим њеним хуманистичким и техничким аспектима. Пројектована под евидентним утицајем италијанског рационализма тридесетих година, школа у Јагодини потврђује Злоковићев истраживачки приступ према пропорцијским и модуларним односима у архитектури школе, примењених у растеру прозорских отвора. Школа је смештена у центру Јагодине, уз храм Св. Петра и Павла и градски парк, стварајући својеврсни просценијум тој градској оази и променади. У основи је школа угаоног облика који уз простор дворишта формира призматичну целину. На овај начин су све фасадне површине стављене у јединствен пропорционални систем прозорских отвора који пружају максималну инсолацију унутрашњих простора – учионица и ходника. Као заговорник модерних стремљења Злоковић је управо у типовима здравствених, туристичких и образовних објеката уносио хуманизоване постулате модернизма којима је требало да се остваре хигијенски услови и квалитети за кориснике простора (прозрачност и осунчаност).

#### Дом народног здравља, Рисан
У Злоковићевом архитектонском стваралаштву издваја се његов знатан допринос пројектантском развоју типологије здравствених објеката у српској модерној архитектури, како у међуратном, тако и у послератном периоду, кроз неколико значајних реализација и идејних решења. Једна од тих реализација  је и Дом народног здравља у Рисну, изграђен крајем тридесетих година, који уједно представља и пример модерних објеката које је Злоковић градио у мањим местима доприносећи развоју и хуманизацији локалне заједнице. После пројекта за Универзитетску дечју клинику која је завршена у освит Другог светског рата, Злоковић је до изградње Дома здравља у Рисну радио још три пројекта здравствених објеката – Болницу Стевана Самзеа у Сомбору, Павиљон Универзитетске клинике за инфективне болести у Београду и болницу (породилиште?) за непознату локацију, кроз које је типолошки унапређивао савремене пројектантске аспекте. Разрађујући основну архетипну структуру болнице у Рисну и водећи се функционалношћу њених садржаја, Злоковић је употребио систем модуларних мера прилагођен основном конструктивном систему (армирано-бетонске конструкције) а примењен у одређивању величине отвора, распореду отвора и односима појединих делова структуре објекта (делови и елементи фасаде, пергола над приступним анексом уздигнутим на стубове). У панорами Рисна, модерна геометризована архитектура је контрастирала огољеном планинском масиву у залеђу места, али је њен карактер, у размери човекомеран а у обликовању рационалан, почивао на градитељским вредностима Медитерана.

#### Зграда ФИАТ-а, Београд
Злоковићев пројекат за зграду, односно аутосалон, гаражу и сервис ФИАТ-а у Београду с краја тридесетих година, заснован је на утицајима италијанске модерне традиције али прожет властитом стваралачком својственошћу – структурална рационалност прилагођена хармонијском и пропорцијском реду. Архитектонске компоненте ове зграде – заобљена зидна површина, монолитна фасада изведена у црвеној клинкер опеци, бели камени прозорски рамови и кровна тераса с оградом у виду палубе – у архитектонској историографији су приписане елементима италијанског рационализма, али они у својственој Злоковићевој разради добијају подједнако „индустријализовани“ и „репрезентативни“ израз усклађен с карактером локације. Почетком шездесетих година зграда тада „Југоаута“ је дограђена, такође према Злоковићевом решењу, не изгубивши на својој обликовној целовитости.

#### Туристичко насеље – хотелМедитеран, Улцињ
Насеље је подигнуто на стрмој падини изнад мора што је утицало на контуру њиховог попречног профила а уз то се у потпуности тежило сачувати постојеће дрвеће које је значајан елемент аутентичног амбијента. Стога је једна од основних одлика овог насеља урбанистичка диспозиција хотелских објеката. Уз насеље пролази пут који га повезује са повученим центром Улциња. Уређење терена – партера између објеката је прилагођено позицијама зграда, тако да је део партера делимичном каскадно уређен помоћу камених међа и подзида и земљаних насипа. Степеништа која су из корпуса хотелских објеката извучена споља, поред приступа апартманима омогућују истовремено и комуникацију око зграда, па је на тај начин креиран јединствен систем кретања кроз насеље. Насеље се састоји од седам троспратних објеката укупног капацитета 480 постеља. У шест објеката су пројектовани једнособни апартмани с купатилима и лођама које су оријентисане према обали и старој Улцињској тврђави, у седмом хотелске собе. Конструктивни склоп зграда је типизиран с усвојеном попречном поставком носећих зидова. У сва три просторна правца је спроведена модуларна координација мера применом пројектног модула од 6 М = 60 цм, преко дисконтинуалне пројектне мреже. Овај систем је омогућио и брзу изградњу, па је цео комплекс изведен за непуних седам месеци, упркос тада слабим саобраћајним везама.

#### Школски комплекс (Учитељска и Виша педагошка школа), Призрен
Након позива локалне управе града Призрена 1959. године за израду пројекта нове зграде Учитељске школе, Злоковић је предложио да се школа пројектује монтажно уз доследну примену модуларне координације мера, предочивши инвеститору да ће нова зграда бити свакако рационалнија у односу на традиционални начин градње, без сметњи на функционалну организацију. Овај предлог је био прихваћен па је Призрен добио прву тако грађену зграду у Југославији. Злоковић је пројекат школе урадио у сарадњи са архитектима, сином Ђорђем Злоковићем и ћерком Милицом Мојовић, према програму који је предвиђао капацитет школе од око 300 ученика у једној смени. Локација је имала терен у паду преко које је постављен замишљени урбанистички растер густине 90 М (модула), односно 9 метара, уз везивање овог ортогоналног система за одређену реперну тачку. Потом је у овај растер смештен двоспратни блок школе који је пројектован преко континуалне пројектне мреже густине 18 М, што износи 1,8 метара у подужном конструктивном систему монтажног типа (према тадашњем стандарду базични модул 1М је износио 10 цм, односно 1 дм). Уз школу је изграђен анекс, повезан наткривеним тремом са школом, у коме је смештена фискултурна (вишенаменска) сала, две радионице и два мања стана. Унутрашња организација школе је заснована на холском систему који је подразумевао да се уместо дугачких ходника учионице групишу око пространог хола у коме су могле да се организују и изложбе. У приземљу су смештене управа, библиотека са читаоницом, сала за биоскопске пројекције, просторије за друштвене активности и кухиња, док се на првом и другом спрату налазе учионице и кабинети. Зграда је конструисана у скелетном систему с монтажним стубовима и ошупљеним таваницама.

## Сликарство
По смрти архитекте, у његовом атељеу је пронађено око 2700 цртежа и акварела. Сматра се да је урадио око 3000 радова, пошто је многе поклањао. Неки његови радови објављивани су у часопису „Цртежи” Архитектонског факултета. Радове је излагао у Павиљону Цвијета Зузорић.
Злоковићеви радови изложени су 2019. на изложби „Трагови путовања - акварели Милана Злоковића” као део манифестације „Дани европске баштине”.

## Награде
- 1923. - друга награда за Павиљон "Цвијета Зузорић" у Београду
- 1963. - Седмојулска награда Републике Србије за животно дело[7]